# Distrito de Causeway Coast y Glens
El distrito de Causeway Coast y Glens es un distrito local gubernamental de Irlanda del Norte. Fue creado el 1 de abril de 2015, y comprende partes de los condados de Londonderry y Antrim.
Se encuentra al norte de Irlanda del Norte, próximo al lago Neagh a la costa del océano Atlántico y al noroeste de Belfast.
Junto a la localidad de Bushmills se encuentra la Calzada de los Gigantes.

## Ciudades y pueblos
Pueblos y ciudades del distrito:
- Ardgarvan 108
- Armoy 498
- Articlave 920
- Artikelly 309
- Ballintoy 150
- Ballybogy 539
- Ballycastle 5,238
- Ballykelly 2,103
- Ballymoney 10,393
- Ballytober 62
- Ballyvoy 167
- Balnamore 900
- Bellarena 332
- Bendooragh 622
- Boleran 142
- Boveedy 72
- Burnfoot 239
- Bushmills 1,292
- Bushvale 115
- Carneatly 97
- Castlerock 1,287
- Castleroe 470
- Church Bay 52
- Clarehill 139
- Clogh Mills 1,309
- Coleraine 24,630
- Corkey 202
- Craigavole 74
- Cushendall 1,276
- Cushendun 149
- Dernaflaw 299
- Derrykeighan 136
- Dervock 714
- Drumagarner 59
- Drumsurn 459
- Dunaghy 391
- Dungiven 3,286
- Dunloy 1,215
- Feeny 690
- Finvoy 187
- Foreglen 261
- Garvagh 1,274
- Glack 244
- Glenariff Bay 168
- Glenkeen 86
- Glenullin 177
- Gortnahey 278
- Greysteel 1,454
- Kilrea 1,679
- Knocknacarry 187
- Largy 162
- Limavady 12,047
- Liscolman 226
- Loughguile 396
- Macosquin 614
- Magherahoney 77
- Moss-Side 297
- Portballintrae 601
- Portrush 6,442
- Portstewart 8,029
- Rasharkin 1,114
- Stranocum 297
- Waterfoot 524